# Florence Pugh
Florence Rose Pugh (født 3. januar 1996 i Oxford) er en engelsk skuespillerinde. Hun fik sin skuespillerdebut i 2014 i dramafilmen The Falling. Pugh opnåede anerkendelse i 2016 for sin hovedrolle som ung brud i dramafilmen Lady Macbeth. Hendes internationale gennembrud kom i 2019 med hendes portrætteringer af den professionelle wrestler Paige i den biografiske sportsfilm Fighting with My Family og som en modløs amerikansk kvinde i gyserfilmen Midsommar samt som Amy March i dramafilmen Little Women. Pugh portrætterede Jean Tatlock i Christopher Nolans biografiske film Oppenheimer (2023).

## Filmografi

### Spillefilm
- The Falling (2014)
- Lady Macbeth (2016)
- The Commuter (2018)
- Outlaw King (2018)
- Malevolent (2018)
- Fighting with My Family (2019)
- Midsommar (2019)
- Little Women (2019)
- Black Widow (2021)
- Don't Worry Darling (2022)
- The Wonder (2022)
- Puss in Boots: The Last Wish (2022)
- A Good Person (2023)
- Oppenheimer (2023)
- The Boy and the Heron (2023)
- Dune: Part Two (2024)
- We Live in Time (2024)